# 2015年レッドブル・エアレース・ワールドシリーズ 千葉
2015年レッドブル・エアレース・ワールドシリーズ 千葉では、通算10回目となるレッドブル・エアレース・ワールドシリーズの内、2015年5月16日・17日に日本の千葉県千葉市幕張海浜公園で行われた2015年シーズン第2戦について述べる。

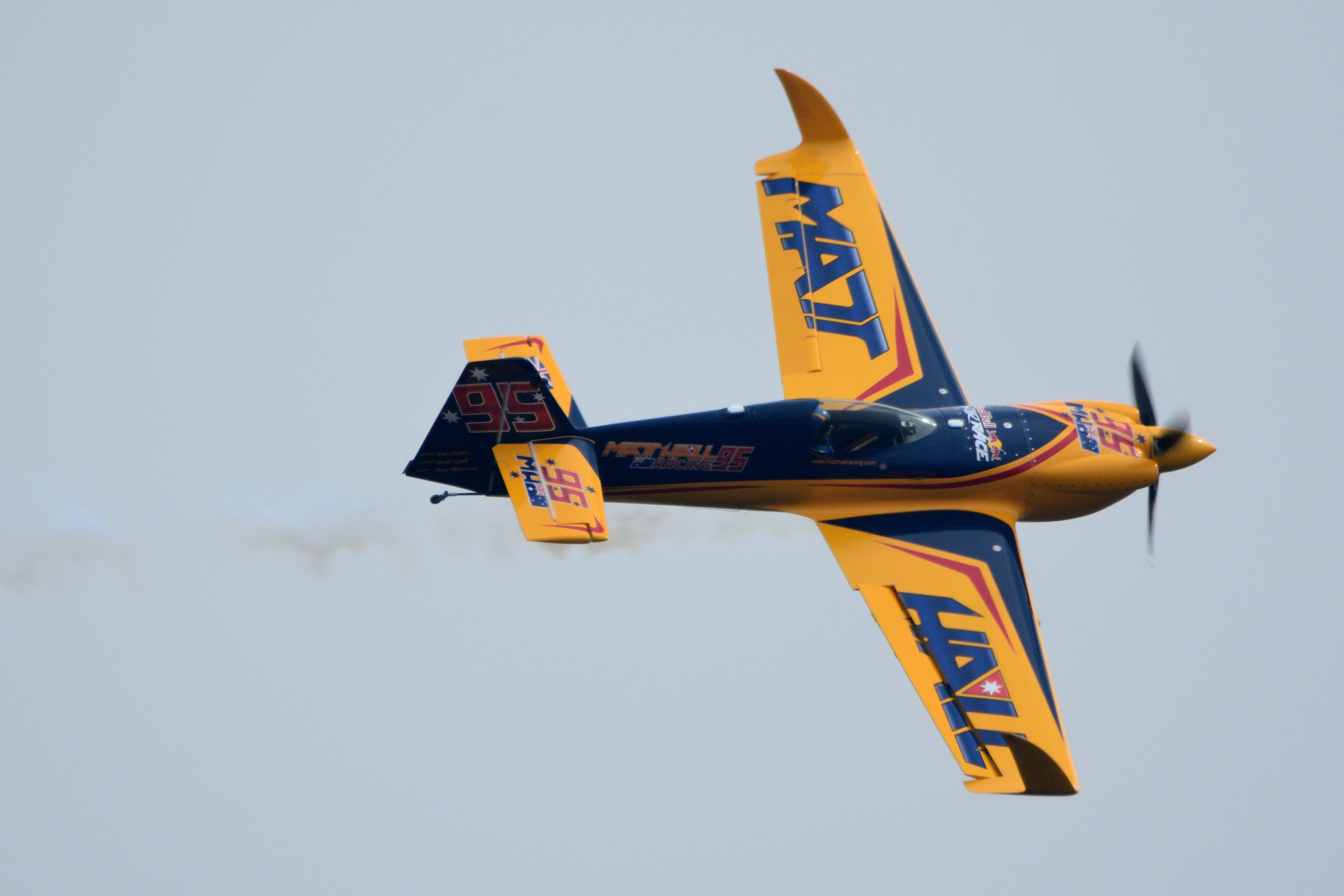
マット・ホールのMXS-R

## 概要
2014年11月26日、2015年シーズンの開催地8都市が発表され、第2戦が千葉市で行われることが正式に発表された。2003年から開始し、2009年には日本人の室屋義秀がアジア人として初めて参戦したレッドブル・エアレースでは初となる日本での開催となり、有料入場者数は2日間の合計で12万人に上った。
オフィシャルサポーターとしてB'zが就任、アルバム『EPIC DAY』の収録曲「Las Vegas」を大会テーマソングに提供した。
エアレース開催を記念し、4月4日と5日にQVCマリンフィールドにて行われた千葉ロッテマリーンズ対東北楽天ゴールデンイーグルス戦にて、「レッドブル・エアレース2015スペシャルデー」が開催された。また4月4日は、室屋義秀が始球式セレモニーに登場した。
開幕アブダビ戦から約3か月の期間が空いており、本レースからジブコ エッジ540 V3を投入した室屋、新しいシミュレータを導入したマルティン・ソンカなど、各パイロットが千葉戦に向けて余念のない準備に励んだ。滑走路、ハンガー、管制施設などの特設飛行場が浦安市に設営された。大会2日前の5月14日には、パイロット14名が千葉神社で飛行安全祈願の祈祷を受けた。本シリーズより、パイロン・ヒットのペナルティ加算が+2秒から+3秒に変更された。上位3名に贈られるトロフィーのデザインはグッドスマイルカンパニーが担当した。
海上自衛隊の救難飛行艇US-2の展示飛行が予定されていたが、4月28日の事故による飛行自粛のため中止となった。同時に予定されていた千葉市消防局消防航空隊の「おおとり1号」と「おおとり2号」によるデモ飛行は実施された。
レースは、2度の総合優勝経験があるイギリスのポール・ボノムが3シーズンぶりに開幕2連勝を成し遂げた。初の自国開催で期待を背負った室屋は、ラウンド・オブ・8でオーバーGによりDNF判定を受け8位となったが、ラウンド・オブ・14では今大会の最速タイムを記録した。

### 天候の影響
5月4日に発生した季節外れの台風6号が東京湾を通過した影響で、高波が防波堤を越える恐れがあったため、完成したハンガーを解体する必要に迫られた他、通常2週間前に開始されるコースの設営作業が中断されるなどした。台風通過後も雨が断続的に降り、通常大会前日から行われるトレーニングフライトは、スケジュールの遅れを取り戻すために時間が削られ、トレーニング直後に予選が行われた。チャレンジャークラスのトレーニングフライトも視界不良で延期された。決勝レースが行われる17日は好天に恵まれた。

### 観戦エリア
幕張海浜公園の観戦エリア・座席は以下の種類が用意される。価格は税込み。
| 券種                     | 2日券               | 予選・単日券()は当日券価格 | 決勝・単日券()は当日券価格 | 記事                                                     |
| ------------------------ | ------------------- | -------------------------- | -------------------------- | -------------------------------------------------------- |
| プレミアムスカイラウンジ | 300,000円           | －                         | －                         | 屋内・屋外席、ハンガーツアー付き                         |
| スカイラウンジ           | 200,000円           | －                         | －                         | 屋内・屋外席                                             |
| レースクラブ             | 120,000円           | －                         | －                         | 屋内・屋外席                                             |
| 室屋義秀応援エリア       | 35,000円            | －                         | －                         | リクライニングチェアあり、室屋義秀応援グッズ付           |
| スーペリアエリア         | 30,000円            | －                         | －                         | リクライニングチェアあり                                 |
| Aエリア                  | 20,000円            | 7,000円 (9,000円)          | 13,000円 (16,000円)        |                                                          |
| スタート・ゴールエリア   | 15,000円            | 6,000円 (8,000円)          | 9,000円 (12,000円)         |                                                          |
| Bエリア                  | 15,000円            | 6,000円 (8,000円)          | 9,000円 (12,000円)         |                                                          |
| Cエリア                  | 10,000円            | 3,000円 (5,000円)          | 7,000円 (10,000円)         |                                                          |
| ファミリーエリア（4名）  | 18,000円 (16,000円) | －                         | －                         |                                                          |
| 検見川浜エリア           | －                  | 5,000円                    | 8,000円                    | 前売りで全エリアほぼ完売してしまった為に、急遽販売された |

当初は当日券の金額設定もされていたが、他のエリアは前売りで完売となった為、実際に当日券が販売されたのは「検見川浜エリア」のみ。
5/17（日）決勝日が悪天候により中止となった場合、18日（月）の予備日に日本のみの特別企画としてデモフライトが開催予定となっていた。中止時の払い戻しについては、2日券はデモフライトを含めた3日とも中止になった場合のみ払戻し、土日のどちらかが中止になった場合は一部払い戻しも含めて実施しない。1日券は土日のどちらかが中止になった場合は該当する曜日のチケットを払戻す。
入場時にチケットとリストバンドを交換する。2日券の場合は両日とも同じリストバンドを使用する。再入場も可能。
幕張海浜公園へのアクセスは、プレミアムスカイラウンジ、スカイラウンジ、クラブラウンジ購入者で、駐車券を持っている観客を除き、自家用車の駐車場は用意されないので公共交通機関のみ。
また、浦安市総合公園では、浦安市民を対象としたパブリックビューイングが行われた。

## マスタークラス

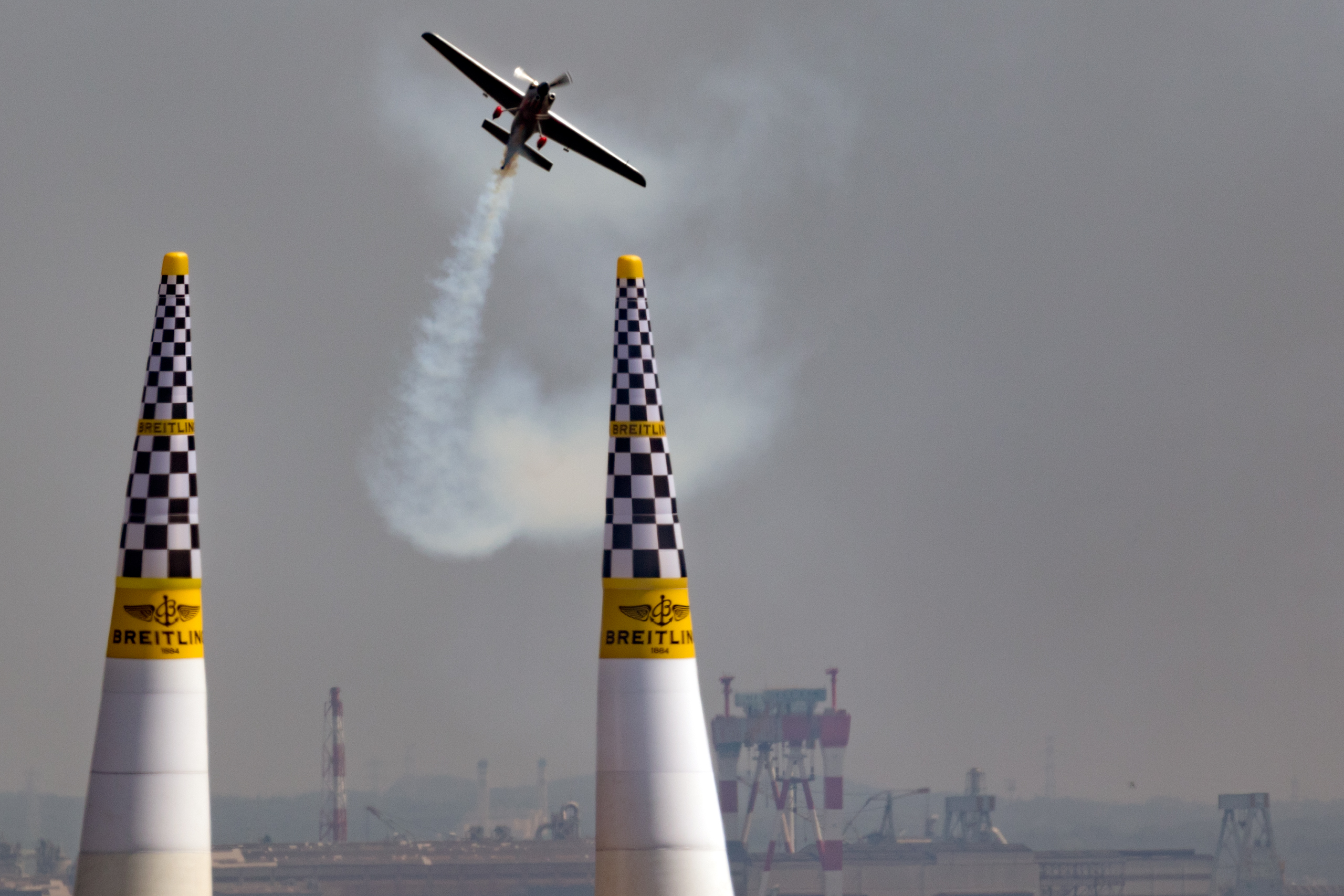
室屋義秀

### 予選
| 順 位 | No. | パイロット             | タイム | ペナルティ |
| ----- | --- | ---------------------- | ------ | ---------- |
| 1     | 27  | ニコラス・イワノフ     | 51.102 |            |
| 2     | 21  | マティアス・ドルダラー | 51.530 |            |
| 3     | 55  | ポール・ボノム         | 51.653 |            |
| 4     | 95  | マット・ホール         | 51.951 |            |
| 5     | 99  | マイケル・グーリアン   | 52.014 |            |
| 6     | 8   | マルティン・ソンカ     | 52.024 |            |
| 7     | 10  | カービー・チャンブリス | 52.086 |            |
| 8     | 26  | フアン・ベラルデ       | 52.106 |            |
| 9     | 31  | 室屋義秀               | 52.429 |            |
| 10    | 84  | ピート・マクロード     | 52.614 |            |
| 11    | 9   | ナイジェル・ラム       | 53.375 |            |
| 12    | 22  | ハンネス・アルヒ       | 53.416 | +2秒1      |
| 13    | 91  | ピーター・ベゼネイ     | 55.183 |            |
| 14    | 12  | フランソワ・ルボット   | DNS2   |            |

- ^1 水平違反により+2秒のペナルティ
- ^2 マグネトー（点火装置の一部）の不具合によりスタートできず[19]

### ラウンド・オブ・14
| ヒート | 予選1 | パイロット1            | タイム1 | タイム2   | パイロット2          | 予選2 |
| ------ | ----- | ---------------------- | ------- | --------- | -------------------- | ----- |
| 1      | 5     | マイケル・グーリアン   | 52.976  | 55.7823   | ピート・マクロード   | 10    |
| 2      | 4     | マット・ホール         | 50.888  | 51.826    | ナイジェル・ラム     | 11    |
| 3      | 6     | マルティン・ソンカ     | 54.7531 | 50.779    | 室屋義秀             | 9     |
| 4      | 3     | ポール・ボノム         | 51.560  | 54.8371   | ハンネス・アルヒ     | 2     |
| 5      | 7     | カービー・チャンブリス | 54.106  | 54.241    | フアン・ベラルデ     | 8     |
| 6      | 2     | マティアス・ドルダラー | 55.050  | 59.9282   | ピーター・ベゼネイ   | 13    |
| 7      | 1     | ニコラス・イワノフ     | 55.1011 | 1:03.2794 | フランソワ・ルボット | 14    |

| 凡例                     | 凡例 |
| ------------------------ | ---- |
| ラウンド・オブ・8進出    |      |
| ノックアウト（敗退）     |      |
| 敗者の中で最速（＝進出） |      |

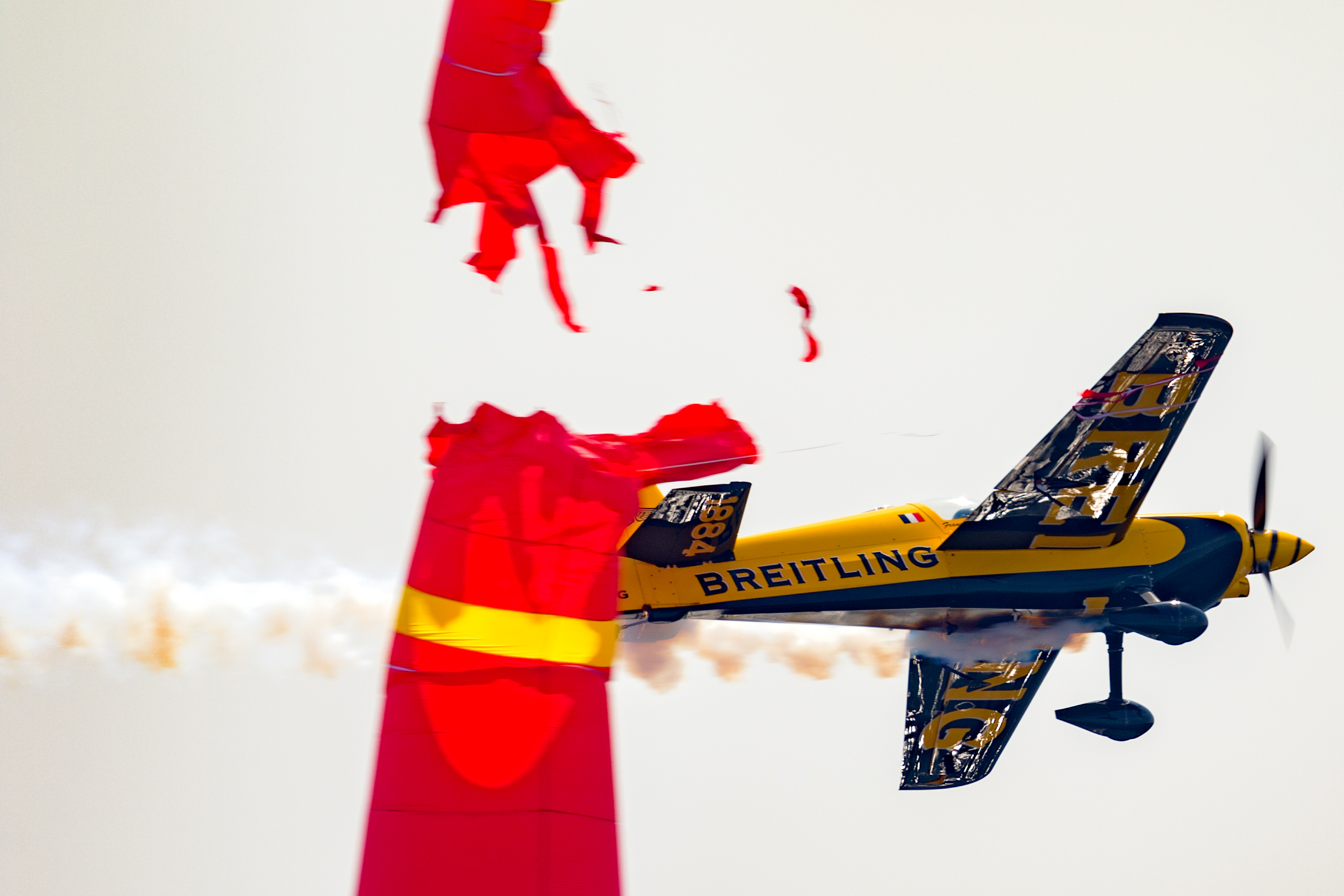
パイロンヒットしたフランソワ・ルボット

- ^1 水平違反により+2秒のペナルティ[20]
- ^2 水平違反×2により+4秒のペナルティ[20]
- ^3 パイロン・ヒットにより+3秒のペナルティ、水平違反により+2秒のペナルティ[20]
- ^4 パイロン・ヒット×2により+6秒のペナルティ[20]

### ラウンド・オブ・8
| ヒート | 予選1 | パイロット1            | タイム1 | タイム2 | パイロット2            | 予選2 |
| ------ | ----- | ---------------------- | ------- | ------- | ---------------------- | ----- |
| 8      | 4     | マット・ホール         | 51.452  | 52.917  | マイケル・グーリアン   | 5     |
| 9      | 3     | ポール・ボノム         | 51.392  | DNF1    | 室屋義秀               | 9     |
| 10     | 2     | マティアス・ドルダラー | 52.365  | 53.631  | カービー・チャンブリス | 7     |
| 11     | 1     | ニコラス・イワノフ     | 52.146  | 52.448  | ナイジェル・ラム       | 11    |

| 凡例                 | 凡例 |
| -------------------- | ---- |
| ファイナル4進出      |      |
| ノックアウト（敗退） |      |

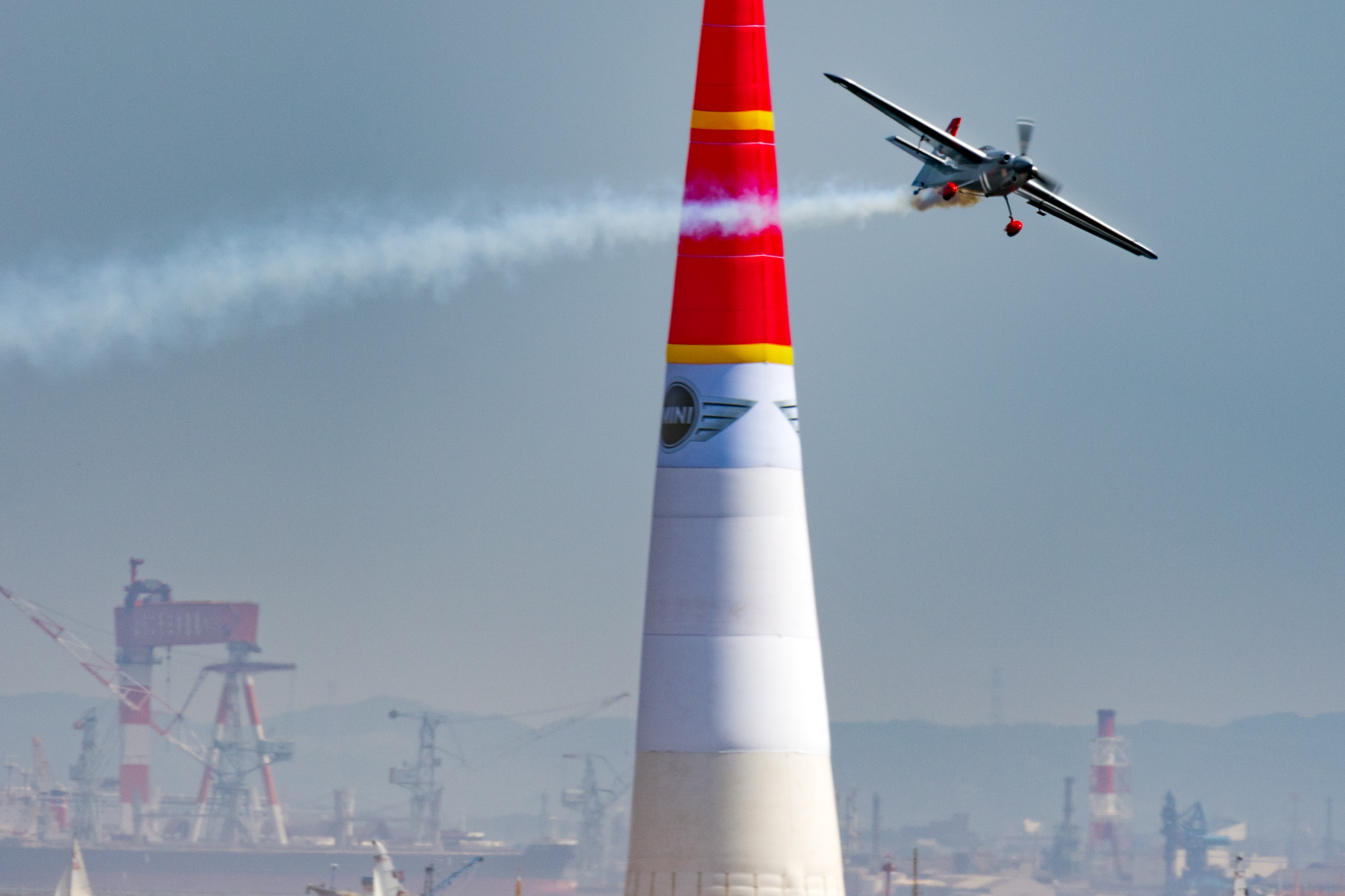
室屋義秀

- ^1 最大負荷が10Gを越えたためDNF (Did Not Finish) と判定された[21]

| 順 位 | No. | パイロット             | タイム | ペナルティ |
| ----- | --- | ---------------------- | ------ | ---------- |
| 1     | 55  | ポール・ボノム         | 51.502 |            |
| 2     | 95  | マット・ホール         | 51.884 |            |
| 3     | 21  | マティアス・ドルダラー | 53.903 | +2秒1      |
| 4     | 27  | ニコラス・イワノフ     | DNF2   |            |

| 順 位 | パイロット             | ポイント |
| ----- | ---------------------- | -------- |
| 1     | ポール・ボノム         | 12       |
| 2     | マット・ホール         | 9        |
| 3     | マティアス・ドルダラー | 7        |
| 4     | ニコラス・イワノフ     | 5        |
| 5     | ナイジェル・ラム       | 4        |
| 6     | マイケル・グーリアン   | 3        |
| 7     | カービー・チャンブリス | 2        |
| 8     | 室屋義秀               | 1        |
| 9     | フアン・ベラルデ       | 0        |
| 10    | マルティン・ソンカ     | 0        |
| 11    | ハンネス・アルヒ       | 0        |
| 12    | ピート・マクロード     | 0        |
| 13    | ピーター・ベゼネイ     | 0        |
| 14    | フランソワ・ルボット   | 0        |

## チャレンジャークラス
トレーニング・フライトでは、スウェーデンのダニエル・リファが1位、チェコのペトル・コプシュタインが2位、スロベニアのピーター・ポドランセックが3位、ポドランセックとブラジルのフランシス・バロスはスモークがたかれていなかったため、+1秒のペナルティを受けた。

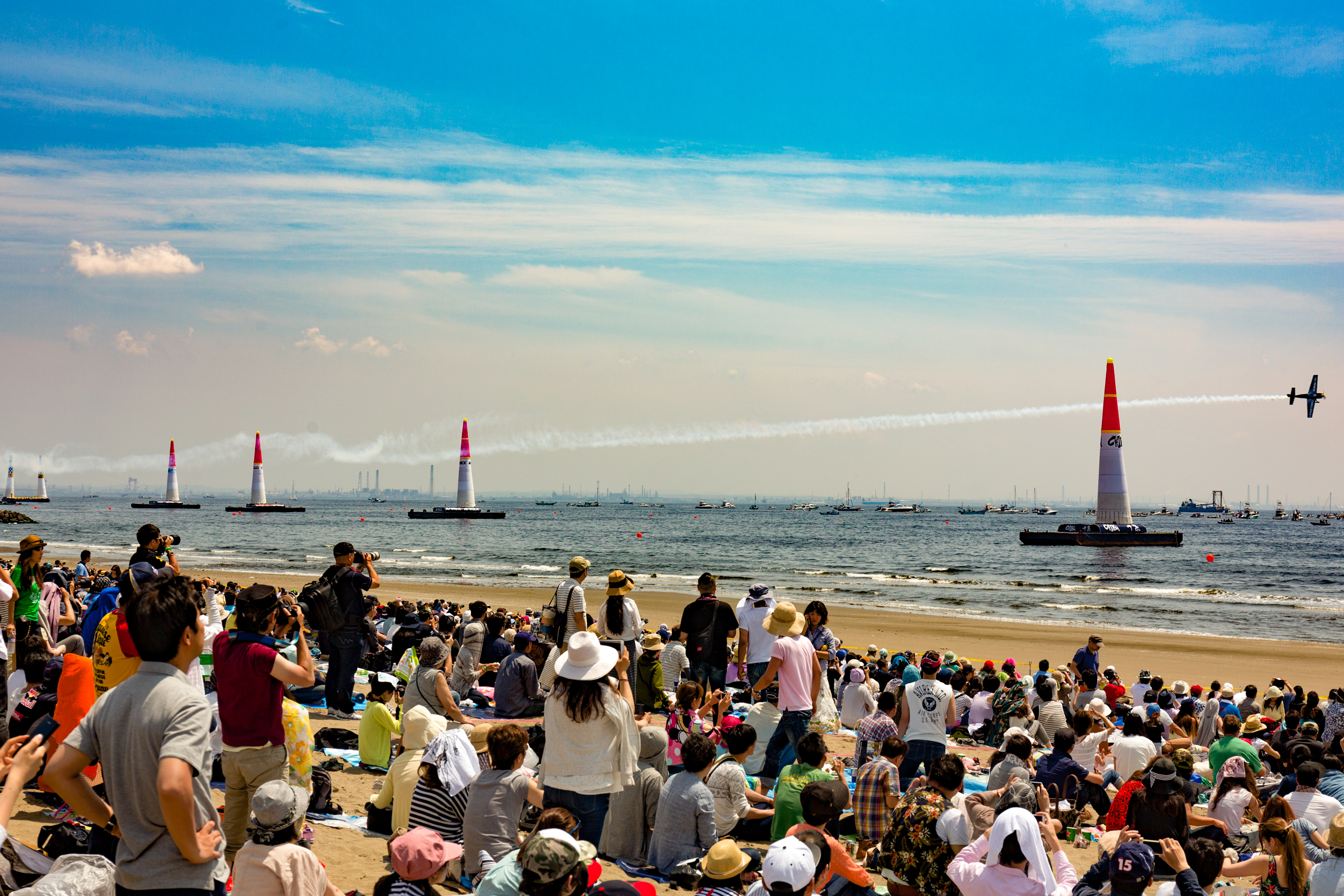
千葉戦・チャレンジャークラス

### 結果
| 順 位 | No. | パイロット               | タイム   | ペナルティ |
| ----- | --- | ------------------------ | -------- | ---------- |
| 1     | 18  | ペトル・コプシュタイン   | 56.584   |            |
| 2     | 17  | ダニエル・リファ         | 57.176   |            |
| 3     | 5   | クリスチャン・ボルトン   | 57.865   |            |
| 4     | 62  | フロリアン・バーガー     | 58.340   |            |
| 5     | 77  | フランシス・バロス       | 59.053   |            |
| 6     | 37  | ピーター・ポドランセック | 1:01.708 | +4秒1      |

- ^1 水平違反×2により+4秒のペナルティ

## 第2戦終了後のランキング
| 順 位 | パイロット             | トー タル |
| ----- | ---------------------- | --------- |
| 1     | ポール・ボノム         | 24        |
| 2     | マット・ホール         | 18        |
| 3     | ナイジェル・ラム       | 8         |
| 4     | ピート・マクロード     | 7         |
| 5     | マティアス・ドルダラー | 7         |
| 6     | ニコラス・イワノフ     | 6         |
| 7     | ハンネス・アルヒ       | 5         |
| 8     | 室屋義秀               | 4         |
| 9     | マイケル・グーリアン   | 3         |
| 10    | ピーター・ベゼネイ     | 2         |
| 11    | カービー・チャンブリス | 2         |
| 12    | フアン・ベラルデ       | 0         |
| 13    | マルティン・ソンカ     | 0         |
| 14    | フランソワ・ルボット   | 0         |

| 順 位 | パイロット               | トー タル |
| ----- | ------------------------ | --------- |
| 1     | ペトル・コプシュタイン   | 18        |
| 2     | クリスチャン・ボルトン   | 16        |
| 3     | ダニエル・リファ         | 10        |
| 4     | フロリアン・バーガー     | 8         |
| 5     | ミカエル・ブラジョー     | 6         |
| 6     | フランシス・バロス       | 2         |
| 7     | ピーター・ポドランセック | 0         |